# Chaetonectrioides
Chaetonectrioides — рід грибів. Назва вперше опублікована 1996 року.

## Класифікація
До роду Chaetonectrioides відносять 1 вид:
- Chaetonectrioides malaysiana